# Svaton Peaks
Svaton Peaks är en bergstopp i Antarktis. Den ligger i Östantarktis. Nya Zeeland gör anspråk på området. Toppen på Svaton Peaks är 1 818 meter över havet, eller 272 meter över den omgivande terrängen. Bredden vid basen är 3,7 km.
Terrängen runt Svaton Peaks är bergig åt sydost, men åt nordväst är den kuperad. Trakten är obefolkad. Det finns inga samhällen i närheten. 